# Excalibur Airways
Excalibur Airways war eine britische Charterfluggesellschaft.

## Geschichte
Excalibur Airways wurde 1992 gegründet und nahm mit drei geleasten Airbus A320-200 den Flugbetrieb mit Basis auf dem Flughafen East Midlands auf, obwohl der Großteil der Flüge auf dem Flughafen London-Gatwick startete. Im Jahr 1994 wurde die Flotte um einen weiteren A320 sowie eine erste Boeing 737-300 erweitert. Excalibur Airways war die erste Charterfluggesellschaft, die ein Flugzeug der Airbus A320-Familie betrieb. 
Im Sommer 1995 hatte Excalibur Airways drei Flugzeuge in London-Gatwick und je eines am Flughafen Manchester, am Flughafen East Midlands und eines an den Flughäfen im Nordosten Großbritanniens (die Maschine kam dann normalerweise z. B. ab dem Flughafen Newcastle und dem Flughafen Humberside zum Einsatz). Die Fluggesellschaft setzte zu diesem Zeitpunkt nur noch Airbus A320 ein, die drei Boeing 737 wurden verkauft.  
1995 kündigten die Reiseveranstalter allmählich ihre Verträge mit Excalibur Airways aufgrund etlicher Probleme mit der Servicequalität. Zudem entstand 1996 bei einem abgebrochenen Startversuch einer McDonnell Douglas DC-10-30 Rauch, sodass die Fluggesellschaft von der Bevölkerung als unsicher eingeschätzt wurde. 
Kurz darauf musste Excalibur Airways im Juni 1996 schließlich den Flugbetrieb einstellen.

## Flugziele
Die meisten Flüge gingen nach Ägypten, weitere Ziele lagen unter anderem in Nordafrika und im Mittelmeerraum. Ende 1995 nahm die Fluggesellschaft erstmals Langstreckenflüge nach Florida und die Karibik auf.

## Flotte
(Stand: Jahreswende 1995/1996)
- 7 Airbus A320-200
- 1 McDonnell Douglas DC-10-30